# Wieljaminowa
Wieljaminowa (ros. Вельяминова) – wieś (sieło) w Rosji, w obwodzie briańskim, w rejonie karaczewskim. W 2010 liczyła 1749 mieszkańców.